# Pinar del Río (provincie)
Pinar del Río is een van de vijftien provincies van Cuba, gelegen in het uiterste westen van het eiland Cuba. De hoofdstad is  de gelijknamige stad aan de Río Guamá.
De provincie bestrijkt een oppervlakte van 8900 km² en heeft 590.000 inwoners (2015).

## Economie
Pinar del Río is met zeventig tot tachtig procent van de Cubaanse tabaksproductie de belangrijkste leverancier van dit beroemde Cubaanse product. De provinciehoofdstad wordt daarom wel de 'tabakshoofdstad van Cuba' genoemd. In de vallei van Viñales wordt wellicht de beste tabak van de wereld geteeld; sinds 1999 staat deze vallei op de Werelderfgoedlijst van de UNESCO.
Naast tabak verbouwt men ook suikerriet, rijst en citrusvruchten.
Ook het toerisme is een belangrijke economische bron voor de provincie. Vooral de vallei van Viñales trekt wegens de beroemde tabaksplantages veel toeristen, maar ook de stranden zijn gewild bij vakantiegangers.

## Gemeenten
Pinar del Río bestaat vanaf 2011 uit elf gemeenten (municipio): Consolación del Sur, Guane, La Palma, Los Palacios, Mantua, Minas de Matahambre, Pinar del Río, San Juan y Martínez, San Luis,  Sandino, Viñales. De provinciehoofdstad (capital de la provincia) is de stad Pinar del Río (ciudad de Pinar del Río).

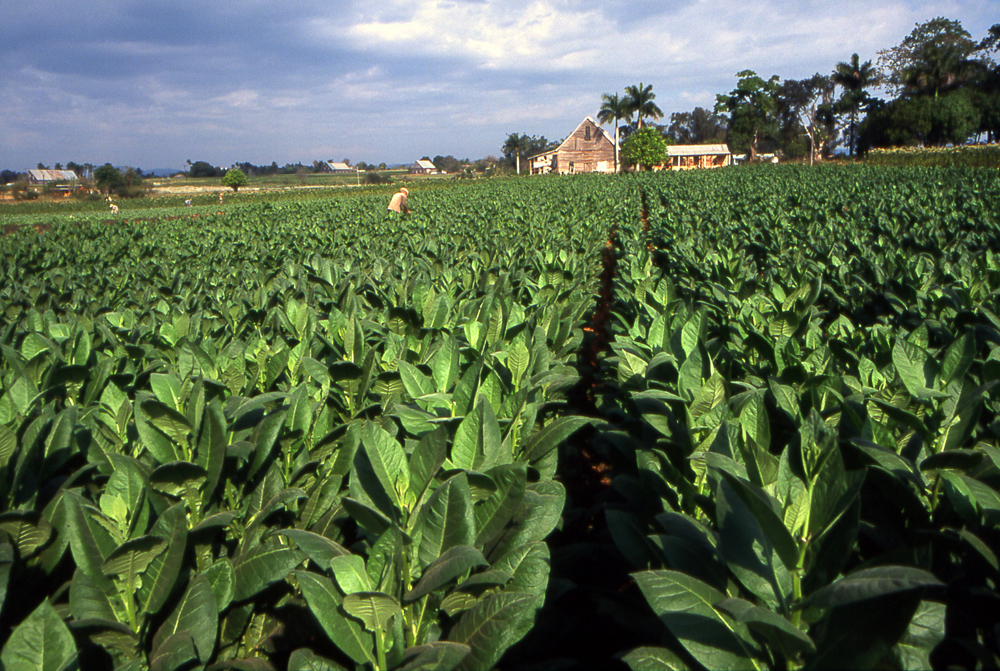
Tabaksplantage in Pinar del Río

Artemisa · Camagüey · Ciego de Ávila · Cienfuegos · Guantánamo · Granma · Havana · Holguín · Las Tunas · Matanzas · Mayabeque · Pinar del Río · Sancti Spíritus · Santiago de Cuba · Villa Clara